# Benoît Delhomme
Benoît Delhomme (França, 28 de agosto de 1961) é um diretor de fotografia francês.